# Almassora
Almassora, en valencien, ou Almazora, en castillan (dénomination officielle bilingue depuis le 11 août 1986), est une commune d'Espagne de la province de Castellón dans la Communauté valencienne. Elle est située dans la comarque de Plana Alta et dans la zone à prédominance linguistique valencienne.

## Géographie

Localisation d'Almassora
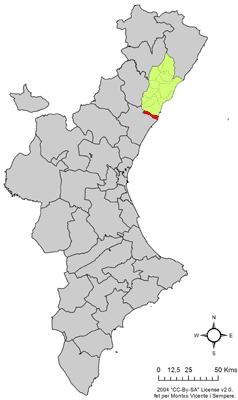
dans la Communauté valencienne.
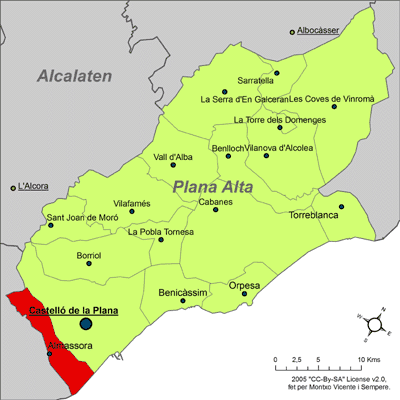
dans la comarque de Plana Alta.

## Économie
Les principales activités économiques sont l'industrie de la céramique (revêtements, carrelages, et les services associés), la construction et la culture d'agrumes.

## Personnalités
- Robert Juan-Cantavella (1976-), écrivain né à Almassora.
- Tomás Llorens (1936-2021), historien de l'art espagnol né à Almassora.